# Thomas Nickerson

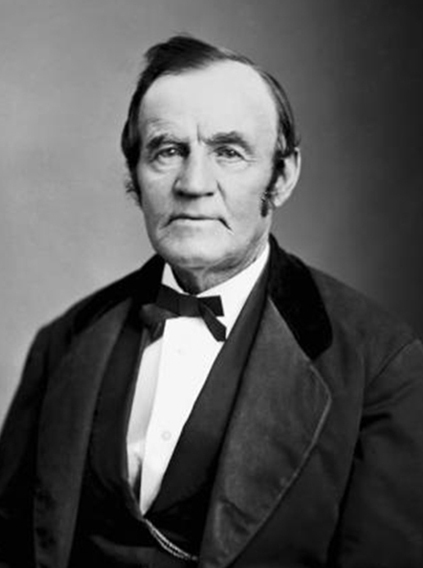
Thomas Nickerson im Alter

Thomas Gibson Nickerson (* 20. März 1805 auf Nantucket, USA; † 30. November 1883) war ein amerikanischer Seemann und späterer Hotelier.
Nickersons Eltern Thomas Nickerson sen. und Rebecca, geborene Gibson, starben bereits knapp zwei Jahre nach seiner Geburt. Nickerson heuerte dann als 14-jähriger Schiffsjunge auf dem Neuengland-Walfänger Essex an. Dieser wurde am 20. November 1820 im Pazifik 3100 Kilometer westlich der Galápagos-Inseln von einem Pottwal angegriffen und zum Sinken gebracht. Von den 20 Mannschaftsmitgliedern konnten nach dreimonatiger Fahrt in den kleinen Walfangbooten über den Pazifik fünf Mann, die bereits dem Tode nahe waren, gerettet werden, unter denen sich auch Nickerson befand.

Skizze von Thomas Nickerson zum Angriff eines Pottwals am 20. November 1820 auf die Essex

Am 26. November 1821 heuerte Nickerson abermals auf einem Walfänger an, der Two Brothers, dessen Kapitän George Pollard schon die Essex führte und ebenfalls gerettet wurde. Die Two Brothers fuhr bei Hawaii nach einem Sturm auf ein Riff und ging ebenfalls verloren. Auch hier wurde Nickerson mit der Mannschaft, diesmal aber nach kürzerer Zeit, gerettet.
Danach betrieb Nickerson ein kleines Hotel auf Nantucket. 1876 brachte er auf Anregung des Journalisten Leon Lewis seine Erinnerungen an den Untergang der Essex und die nachfolgende Fahrt über den Pazifik bis zu ihrer Rettung zu Papier. Dieses blieb dann jedoch bis 1960 unbeachtet und wurde erst 1984 mit dem Titel The Loss of the Ship "Essex" Sunk by a Whale and the Ordeal of the Crew in Open Boats publiziert.

## Primärliteratur
- Thomas Nickerson: The Loss of the Ship »Essex« Sunk by a Whale and the Ordeal of the Crew in Open Boats. The Nantucket (Massachusetts) Historical Society, Penguin Books, New York 1984, ISBN 0-14043796-7.
- Owen Chase: Narrative of the Most Extraordinary and Distressing Shipwreck of the Whale-Ship Essex, of Nantucket; Which Was Attacked and Finally Destroyed by a Large Spermaceti-Whale, in the Pazific Ocean; with an Account of the Unparalleled Sufferings of the Captain and Crew during a Space of Ninety-Three Days at Sea, in Open Boats; in the Years 1819 & 1820. New York 1824; Nachdruck: Harcourt Brace & Co., San Diego 1999, ISBN 0-15-600689-8.
- Owen Chase: Der Untergang der Essex. Piper, Zürich 2002, ISBN 3-492-23514-X.

## Sekundärliteratur
- Nathaniel Philbrick: In The Heart of the Sea : The Tragedy of the Whaleship Essex. Viking Penguin, New York 2000, ISBN 0-670891576.
  - deutsch von Andrea Kann und Klaus Fritz: Im Herzen der See. Die letzte Fahrt des Walfängers Essex. Karl Blessing Verlag, München 2000, ISBN 3-89667-093-X.

| Personendaten    | Personendaten                                                                |
| ---------------- | ---------------------------------------------------------------------------- |
| NAME             | Nickerson, Thomas                                                            |
| ALTERNATIVNAMEN  | Nickerson, Thomas Gibson (vollständiger Name); Starben, Gibson (Geburtsname) |
| KURZBESCHREIBUNG | amerikanischer Seemann und späterer Hotelier                                 |
| GEBURTSDATUM     | 20. März 1805                                                                |
| GEBURTSORT       | auf Nantucket, USA                                                           |
| STERBEDATUM      | 30. November 1883                                                            |